# Liste der Biografien/Macz
Liste der Biografien |
Portal Biografien |
Personensuche
# |
A |
B |
C |
D |
E |
F |
G |
H |
I |
J |
K |
L |
M |
N |
O |
P |
Q |
R |
S |
T |
U |
V |
W |
X |
Y |
Z |
?
 
Ma |
Mb |
Mc |
Md |
Me |
Mf |
Mg |
Mh |
Mi |
Mj |
Mk |
Ml |
Mm |
Mn |
Mo |
Mp |
Mq |
Mr |
Ms |
Mt |
Mu |
Mv |
Mw |
Mx |
My |
Mz
 
Maa |
Mab |
Mac |
Mad |
Mae |
Maf |
Mag |
Mah |
Mai |
Maj |
Mak |
Mal |
Mam |
Man |
Mao |
Map |
Maq |
Mar |
Mas |
Mat |
Mau |
Mav |
Maw |
Max |
May |
Maz
 
Maca |
Macb |
Macc |
Macd |
Mace |
Macf |
Macg |
Mach |
Maci |
Mack |
Macl |
Macm |
Macn |
Maco |
Macp |
Macq |
Macr |
Macs |
Mact |
Macu |
Macv |
Macw |
Macy |
Macz
Die Liste der Biografien führt alle Personen auf, die in der deutschsprachigen Wikipedia einen Artikel haben. Dieses ist eine Teilliste mit 12 Einträgen von Personen, deren Namen mit den Buchstaben „Macz“ beginnt.

## Macz

### Macza
- Mácza, János (1893–1974), ungarischer Schriftsteller und Kulturwissenschaftler
- Mączak, Antoni (1928–2003), polnischer Historiker

### Macze
- Maczek, Kurt (* 1955), österreichischer Politiker (SPÖ), Landtagsabgeordneter
- Maczek, Stanisław (1892–1994), polnischer GeneralStanisław Maczek (1892–1994)

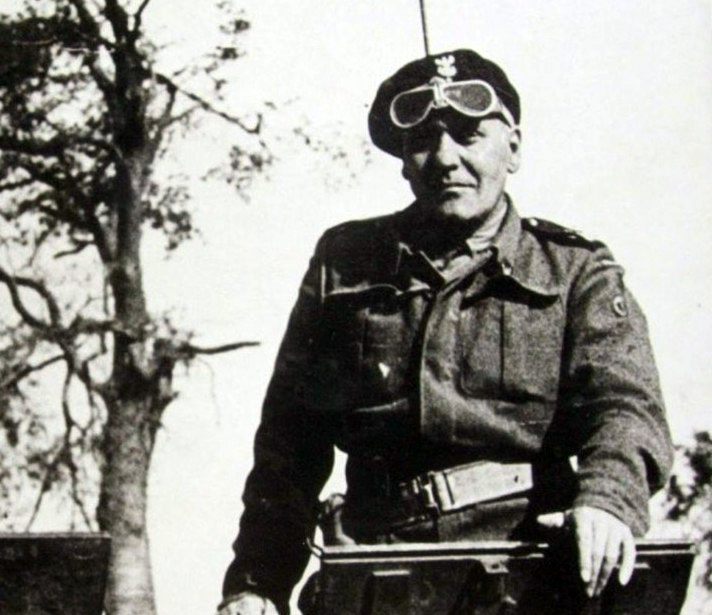
Stanisław Maczek (1892–1994)

- Maczewski, Christoph (* 1933), deutscher evangelisch-lutherischer Theologe und Missionar der Leipziger Mission in Tansania
- Maczewski, Friedrich (1791–1863), kurländischer Jurist und Komponist
- Maczey, Mike (* 1972), deutscher Zehnkämpfer

### Maczk
- Maczko, Megan (* 1980), US-amerikanische Schauspielerin und Synchronsprecherin
- Maczkowiak, André (* 1983), deutscher Fußballtorwart

### Maczo
- Maczollek, Peter (* 1964), deutsches Bandidos-Mitglied und Buchautor

### Maczu
- Maczuga, Bogdan (* 1962), polnisch-deutscher Boxer

### Maczy
- Mączyński, Krzysztof (* 1987), polnischer Fußballspieler